# Horloges
Horloges is een hoorspel van Karel Cop. Die Uhren werd op 30 april 1964 door de Rundfunk der DDR uitgezonden. De NCRV bracht het in een vertaling van Lies Rutgers op maandag 29 november 1965. De regisseur was Wim Paauw. Het hoorspel duurde 42 minuten.

## Rolbezetting
- Dries Krijn (Mrazek)
- Jacques Snoek (de dokter)
- Jan Apon (Budil)
- Onno Molenkamp (Tvrdek)
- Lex Schoorel (Lunski)
- Nel Snel (Dvorácková)
- Paul van der Lek (de reisleider)
- Paul Deen (Tadeusz)
- Wim Paauw (gevangenisdirecteur)
- Tonny Foletta (Poolse douanebeambte)
- Cees van Ooyen (een cipier)
- Joke Hagelen (vrouwenstem)
- Harry Bronk (een mannenstem)

## Inhoud
Wie horloges wil smokkelen, mag geen pietlut zijn. Tot dit late inzicht komt een smokkelaar die zijn waren niet wilde aannemen zonder ze tevoren getest te hebben. Nu staat hij met zijn 250 tikkende horloges aan de grens en probeert de douanebeambte met muziek uit een transistorradio af te leiden. De nieuwsgierigheid van de beroepssnuffelaar neemt nog maar net af, of daar houdt de muziek plots op: uit de luidspreker klinkt een reclamespotje voor een nieuwe chronometer, en in de koffer tikken daarenboven 250 horloges...